# Saint-Jean-du-Corail
Saint-Jean-du-Corail är en kommun i departementet Manche i regionen Normandie i norra Frankrike. Kommunen ligger i kantonen Mortain som tillhör arrondissementet Avranches. År 2018 hade Saint-Jean-du-Corail 238 invånare.

## Befolkningsutveckling
Antalet invånare i kommunen Saint-Jean-du-Corail
| Referens: INSEE |